# Przez Pacyfik
Przez Pacyfik – amerykański film wojenno-przygodowy z 1942 roku, w reżyserii Johna Hustona i Vincenta Shermana.

## Fabuła
Bohaterem filmu jest amerykański oficer artylerii Rick Leland. W 1941 roku przyjmuje on pracę w Panamie i wyjeżdża ze Stanów. Ma on za zadanie ochraniać ją przed atakami. Niespodziewanie dowiaduje się, że poprzez Kanał Panamski będzie poprowadzony atak na Pearl Harbor.

## Obsada
- Humphrey Bogart (Rick Leland)
- Sydney Greenstreet (Dr. Lorenz)
- Mary Astor (Alberta Marlow)
- Charles Halton (A.V. Smith)
- Lee Tung Foo (Sam Wing On)
- Lester Matthews (Kanadyjski Major)
- Paul Stanton (Pułkownik Hart)
- Victor Sen Yung (Joe Totsuiko)
- Frank Wilcox (Kapitan Morrison)
- Roland Got (Sugi)